# Помаранче
Помаранче (італ. Pomarance) — муніципалітет в Італії, у регіоні Тоскана,  провінція Піза.
Помаранче розташоване на відстані близько 210 км на північний захід від Рима, 65 км на південний захід від Флоренції, 60 км на південний схід від Пізи.
Населення — 5938 осіб (2014).
Щорічний фестиваль відбувається 7 квітня. Покровитель — святий Віктор.

## Демографія
Населення за роками:

Станом на 1 січня 2023 року в муніципалітеті офіційно проживало 598 іноземців з 36 країн, серед них 151 громадянин країн Євросоюзу та 47 громадян України.

## Сусідні муніципалітети
- Казоле-д'Ельса
- Кастельнуово-ді-Валь-ді-Чечина
- Монтекатіні-Валь-ді-Чечина
- Монтеротондо-Мариттімо
- Монтеверді-Мариттімо
- Радікондолі
- Вольтерра